# Thomas Francis Carter
Thomas Francis Carter (26 de octubre de 1882-1925) fue un erudito estadounidense que escribió el primer libro occidental de historia sobre los orígenes de la imprenta en China.

## Historia

### 1904-1910
Los primeros años de vida de Thomas Francis Carter no están bien documentados. Lo primero que sabemos de él es que se graduó en la Universidad de Princeton en 1904, a la edad de 22 años. Dos años más tarde, en 1906, se embarcó con tres amigos en una vuelta al mundo, incluida una visita a China. En Nanjing, Carter dejó a sus compañeros para visitar a dos primos que eran misioneros en Huaiyuan, situado en la provincia de Anhui, viaje de 250 kilómetros que realizó a pie con un grupo de comerciantes chinos. Cuando llegó a su destino, permaneció durante tres meses para comenzar a aprender el idioma chino. A su regreso a Estados Unidos, Carter siguió practicando el idioma chino con su profesor de idiomas.
En 1910 Carter se casó, y volvió a China como el supervisor de un circuito de la ciudad y de las escuelas del país. Inmediatamente comenzó un estudio de la historia china, utilizando su ya próspero conocimiento del idioma. Su esposa, la señora Dagny Carter, como se la conocía desde entonces, lo acompañó y más tarde se convirtió en un erudito chino por derecho propio.

### 1921-1924
En 1921, al leer un libro en un viaje en tren a Shandong, Carter encontró un pasaje sobre las cuatro grandes invenciones chinas, es decir, la brújula, la pólvora, el papel y la imprenta, el cual se apoderó de su imaginación. El año siguiente, Thomas y Dagny viajaron a Europa. En Munich, Thomas se reunió con el Dr. Friedrich Hirth, exjefe del Departamento Chino de la Universidad de Columbia. Carter, que buscaba convertir la historia de las invenciones chinas en un tema de investigación, consultó a Hirth, quien señaló que la invención de la imprenta en China y su propagación hacia el oeste había sido poco estudiada en Occidente, pero estaba bien documentada en fuentes chinas. Carter tomó fácilmente la sugerencia y pasó el invierno y la primavera de 1922-1923 en Berlín, mientras investigaba el material arqueológico traído del Turkestan chino por Albert von Le Coq.
Las investigaciones de Carter lo llevaron desde Berlín a París, donde se presentó a Paul Pelliot de la École française d'Extrême Orient, el arqueólogo y sinólogo que había recogido cientos de manuscritos raros de las cuevas de Mogao, cerca de Dunhuang, en el Turkestán chino. Pelliot tomó un interés inmediato en el asunto, aportando una caja llena de caracteres chinos, cientos de años más antigua que las de Gutenberg, que había encontrado en el suelo de una cueva. Pelliot demostró ser de gran ayuda para Carter en el avance de las investigaciones, lo que propicio que Carter le dedicara su libro a Pelliot.

### 1925-1955
Carter fue galardonado con un doctorado de la Universidad de Columbia, y en 1924 fue invitado a unirse a su facultad china, convirtiéndose finalmente en jefe de departamento. Tristemente, la carrera académica de Carter fue corta. En 1925 cayó enfermo y murió justo cuando su libro salió de la prensa. The Invention of Printing in China and its Spread Westwards , se ha reconocido como un clásico. Una nueva edición apareció en 1931, y una edición revisada llevada a cabo por su sucesor en Columbia, el Dr. Carrington Goodrich, apareció en 1955. Mientras que gran parte de su contenido ha sido superado por la investigación posterior y descubrimientos arqueológicos, el libro de Carter sigue siendo relevante. 
En 1930 su esposa Dagny Carter se volvió a casar, con el arquitecto Henry Killam Murphy. Ella permaneció dedicada al recuerdo de su primer marido y fue fundamental en la publicación de la edición revisada de su libro en 1955. Casi toda la información biográfica en este artículo se dibuja de las memorias de Dagny Carter de él en el prólogo de esta edición.